# 于塞城堡

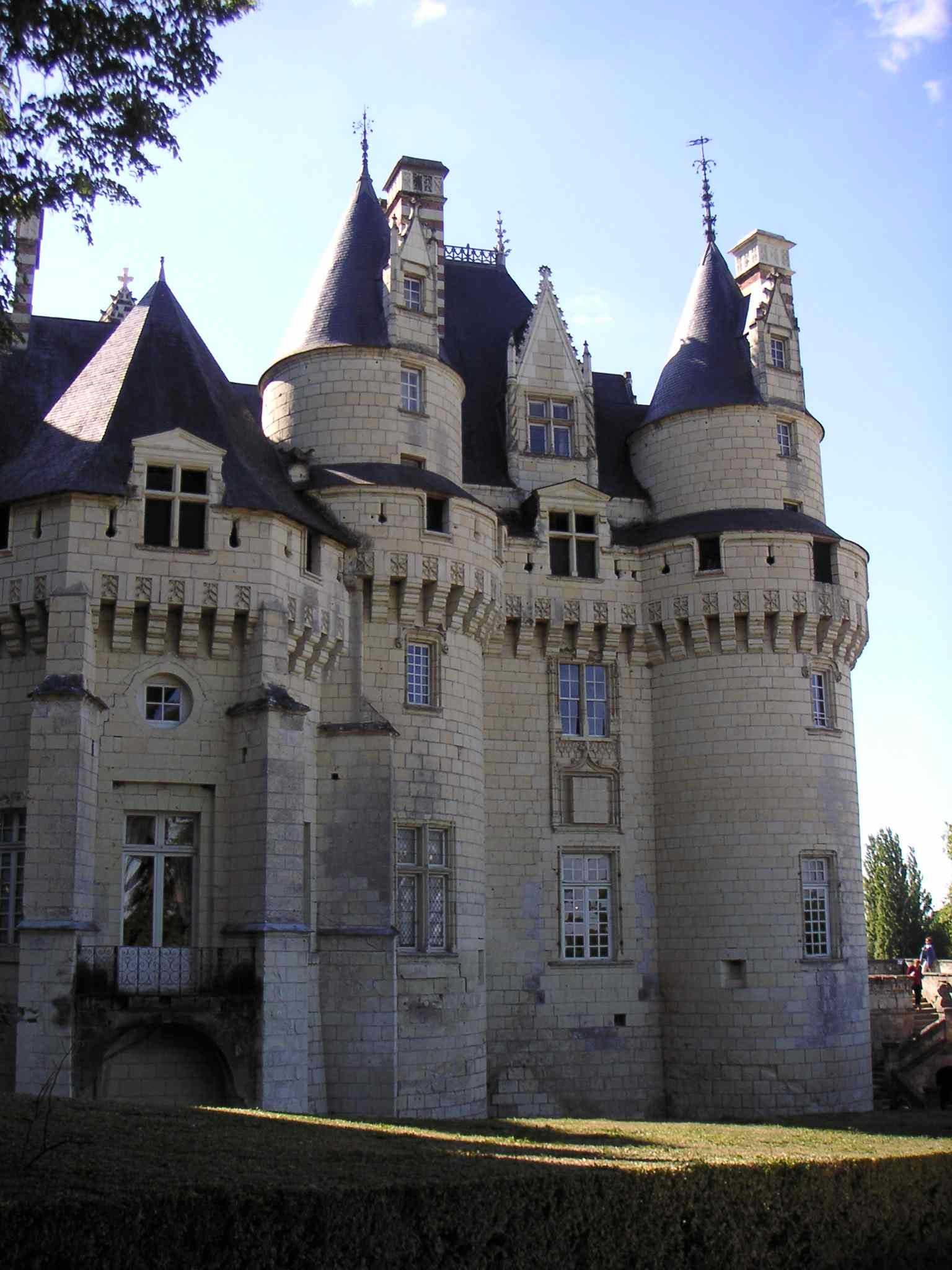
于塞城堡

于塞城堡（法語：château d'Ussé）是位於法國城市里尼于塞的一座法式城堡。為夏爾·佩羅的童話睡美人之城堡原型，且內有故事相關情節之場景與蠟像供遊客參觀。自1931年開始，于塞城堡被認定為法國的歷史紀念建築。于塞城堡也是法國著名的觀光景點。

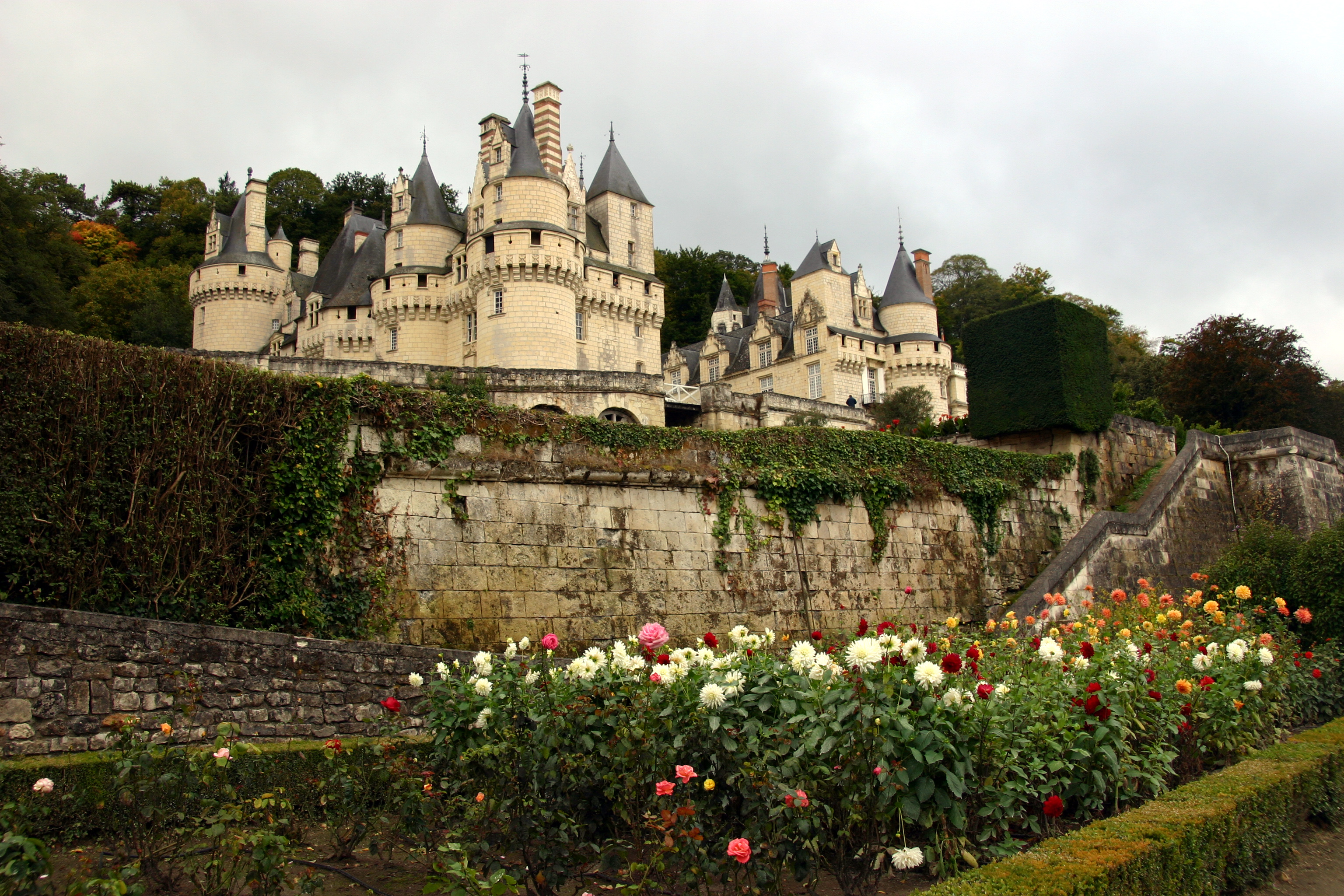
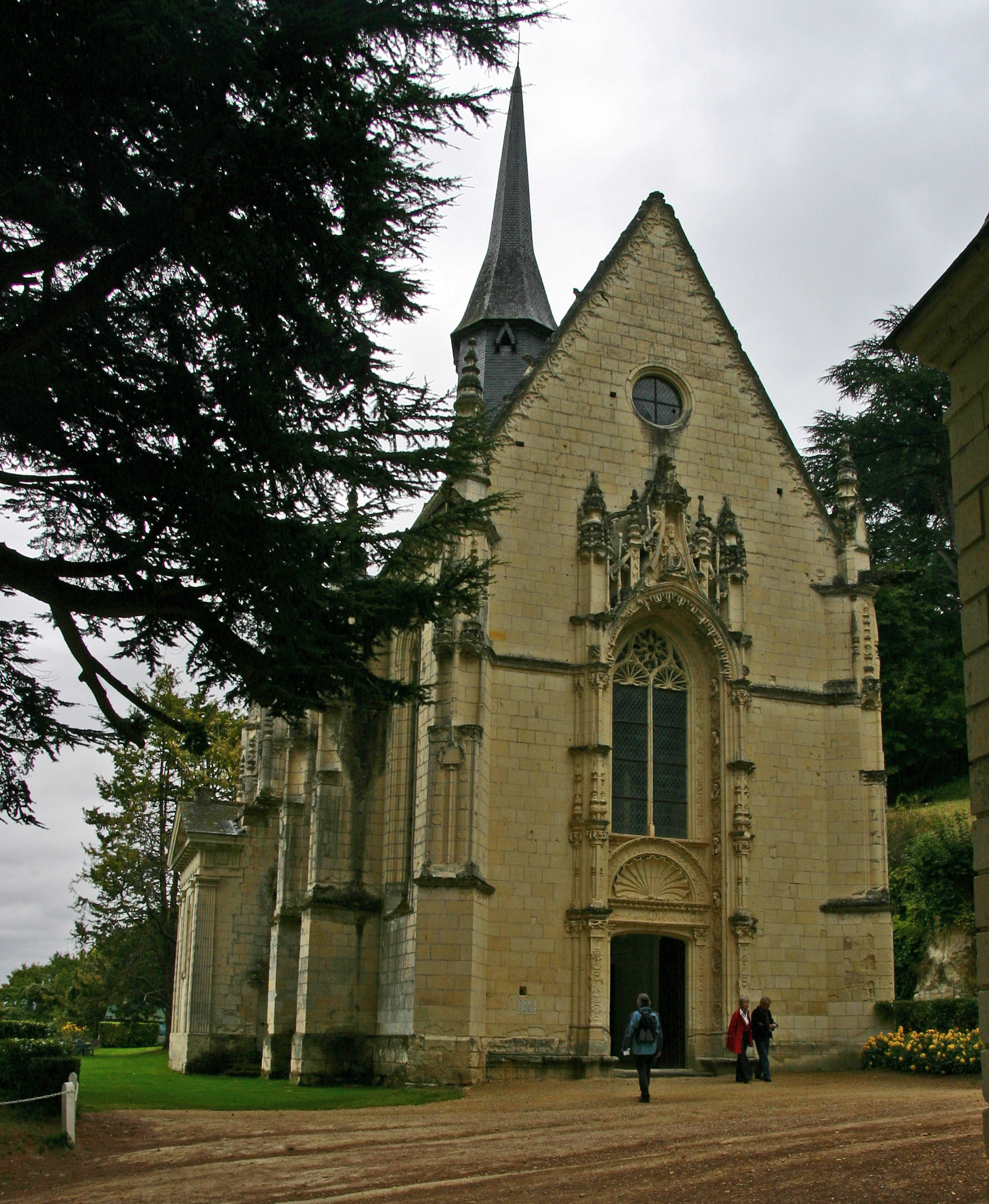
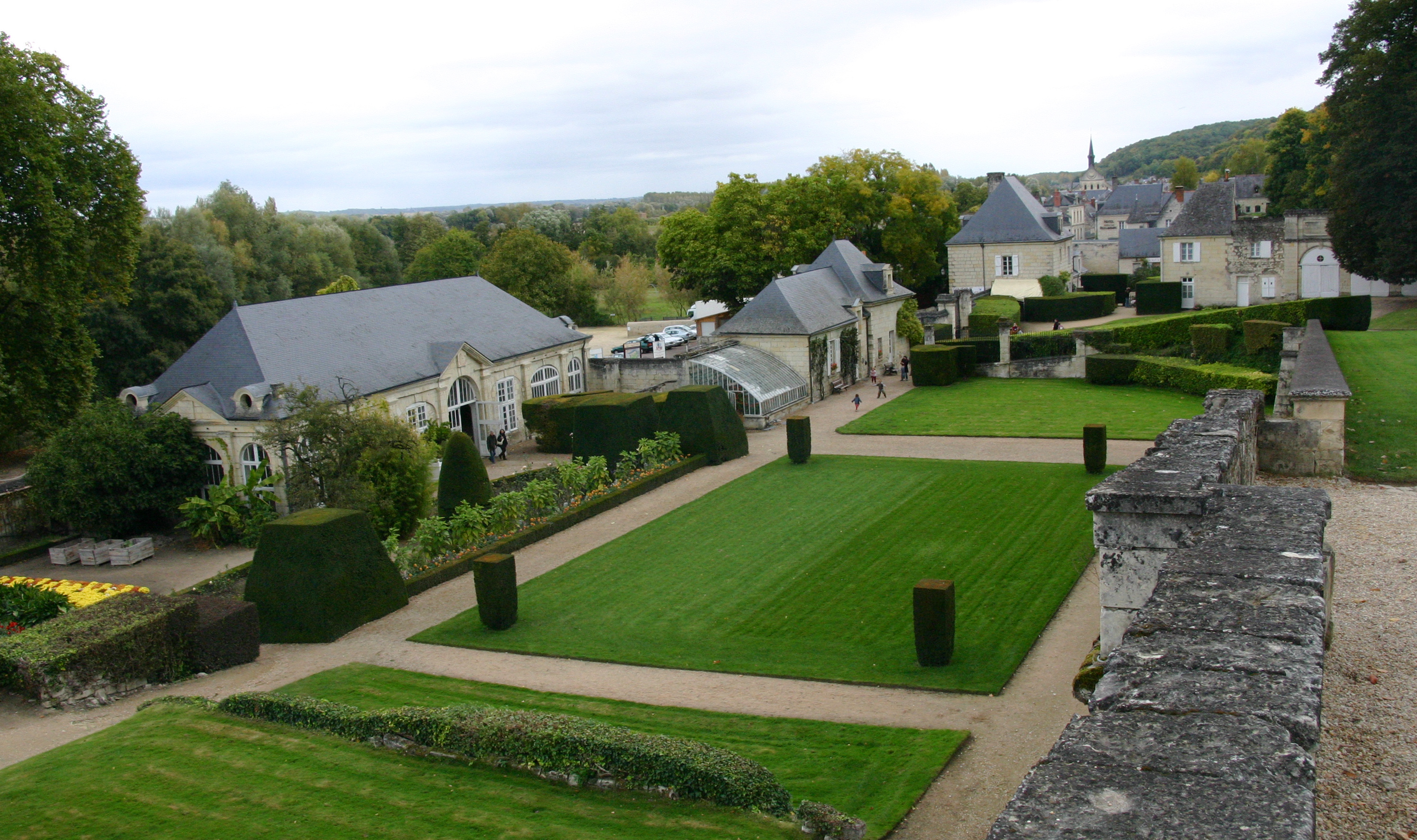
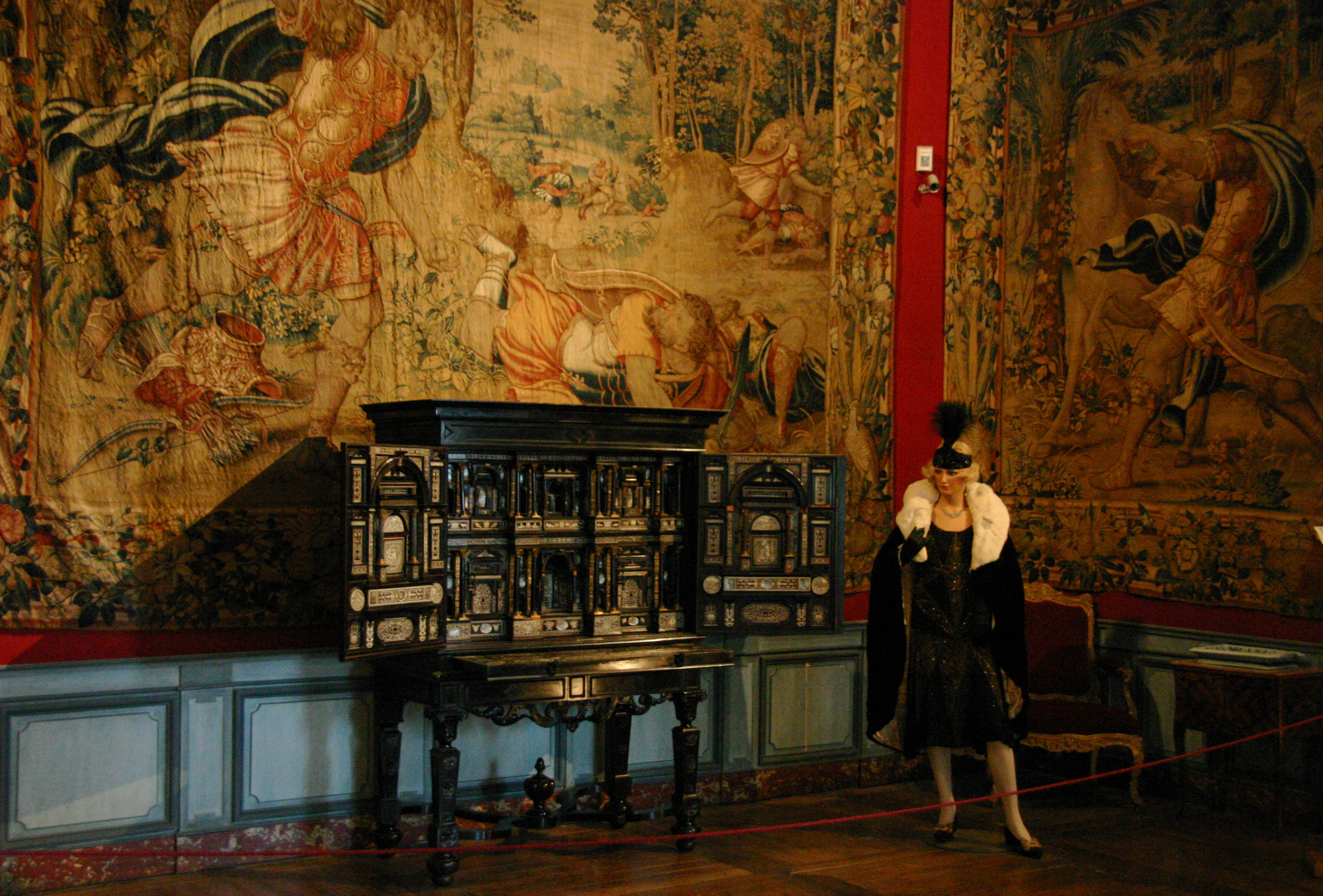

## 外部連結
- Château d'Ussé website
- Château d'Ussé